# Elizabeth Kolbert
Elizabeth Kolbert, née en 1961 à New York, est une journaliste américaine qui écrit pour le New Yorker depuis 1999. Depuis 2005, elle est devenue une spécialiste des questions environnementales, de la biodiversité comme du changement climatique. Elle a reçu le prix Pulitzer de l'essai en 2015 pour son ouvrage La Sixième extinction. 

## Biographie

### Jeunesse
Elizabeth Kolbert naît dans le Bronx et c'est là qu'elle grandit avant que sa famille ne s'installe à Larchmont, où elle demeure jusqu'en 1979. À sa naissance, sa mère Marlene était femme au foyer, très impliquée dans la vie locale, et son père Gerald ophtalmologiste,. Son grand-père maternel s'était réfugié aux États-Unis avec sa fille Marlene pour fuir l'Allemagne nazie. Pendant son enfance, ses parents l'emmènent régulièrement en été en vacances dans le Parc national de Rocky Mountain. 
Après des études à la Mamaroneck High School, elle étudie la littérature à Yale. En 1983, elle obtient une bourse dans le cadre du Programme Fulbright et poursuit sa scolarité à l'Université de Hambourg en Allemagne. Elle n'a pas poursuivi d'études scientifiques, ce qu'elle considère plus tard comme un atout : « Si je ne comprends pas quelque chose, il y a des risques que mes lecteurs ne le comprendront pas. »

### De la politique à l'environnement
Elizabeth Kolbert commence à travailler pour le New York Times en tant que pigiste. En 1985, elle intègre le service politique du journal. Elle est chef du bureau d'Albany de 1988 à 1991. 
En 1999, elle rejoint le New Yorker, où elle couvre d'abord la politique,. Les questions environnementales s'imposent à elle quand en 2005 le gouvernement américain refuse de signer le protocole de Kyoto : « Je commençais à me lasser du journalisme politique, où les infos étaient périmées d'une semaine sur l'autre, je voulais écrire des histoires qui s'inscrivaient dans la durée. L'attitude choquante du président Bush, niant l'impact de l'homme sur le climat, a été un déclic »,.
Elle publie alors des articles sur la question et notamment sur les conséquences du réchauffement climatique en Arctique. En 2005, sa série de trois articles intitulée « The Climate of man » dans le New Yorker, qu'elle considère comme un tournant de sa carrière, est remarquée par un de ses confrères, prix Pulitzer, le journaliste David Remnick.  « The Climate of man » reçoit un prix au National Magazine Award et un autre de l'Association américaine pour l'avancement des sciences. La qualité de « The Climate of man » est comparée à celle de «  2°C: Beyond the Limit », prix Pulitzer en 2020 du journalisme explicatif, une série d'articles du Washington Post,.
En 2006, elle sort avec l'aide de l'éditrice Gillian Blake un essai sur le changement climatique, Field Notes from a catastrophe, la même année que The Weather Makers de Tim Flannery, sur le même sujet. La parution en 2008 de l'étude intitulée Are we in the midst of the sixth mass extinction? A view from the world of amphibians, des deux universitaires en zoologie David B. Wake et Vance T. Vredenburg, lui a servi de point de départ pour son livre suivant, La Sixième extinction,. Elle se rend ainsi au Panama pour y étudier la conservation de l'Atelopus zeteki, une espèce de crapaud en voie d'extinction.
Lors de la campagne présidentielle américaine de 2012, Elizabeth Kolbert regrette que « la réalité du changement climatique » n'a pas été mentionnée lors des débats télévisés entre les deux candidats

### Le succès deLa Sixième extinction
En 2014, Elizabeth Kolbert publie The Sixth Extinction: An Unnatural History, pour lequel elle reçoit en 2015 le Prix Pulitzer de l'essai. Au moment de l'annonce du prix, elle se trouve en reportage à Bonn, en Allemagne. L'ouvrage, chroniqué par Al Gore dans le New York Times, connaît un succès critique et une importante couverture médiatique. Il a popularisé l'expression « sixième extinction », utilisée auparavant surtout par les scientifiques,. Dans Biological Reviews, une équipe de scientifiques notent en 2022 qu'Elizabeth Kolbert n'était pas la première à avoir fait le constat d'une sixième extinction, et que de plus en plus d'études corroboraient ce phénomène. 
Dans La Sixième extinction. Comment l'Homme détruit la vie, la journaliste américaine fait un voyage dans le temps mais aussi dans l'espace. Elle remonte le temps de la théorie de l'extinction des espèces et de l'évolution, rappelant les théories des grands naturalistes de l'époque moderne et contemporaine tels que Georges Cuvier, Jean-Baptiste de Lamarck, Charles Lyell, Charles Darwin, etc. Son récit est ponctué d'anecdotes, prenant la forme d'une enquête. Elizabeth Kolbert raconte ses expériences et ses recherches, de Panama sur les traces du crapaud Atelopus zeteki, en Italie pour l'étude des Foraminifera, en Islande pour visiter le site du dernier refuge du Grand Pingouin, au large de l'Australie pour comprendre la formation du récif corallien, etc. Elle développe ainsi sa thèse selon laquelle l'homme serait responsable de la destruction de la vie sur terre, reprenant ainsi la définition du chimiste hollandais Paul Josef Crutzen, premier à avoir popularisé le terme Anthropocène. Une grande partie de l'ouvrage est notamment consacrée à l'acidification des océans et à l'importance des forêts. 
Mais cette théorie de la sixième extinction est critiquée par certains qui soutiennent que la communauté scientifique est en train de défendre et donc de sauver des espèces. Selon l'écrivain américain Stewart Brand, l'idée d'une extinction de masse est fausse parce que selon lui le problème le plus grave concerne la disparition des animaux sauvages et en conséquence la modification des écosystèmes, alors que dans le même temps, le travail des scientifiques sauve des espèces en danger et que de nouvelles espèces sont découvertes.
En 2014, un ancien rédacteur en chef du New Yorker, Paul Brodeur, se plaint qu'elle ait emprunté dans un de ses articles, mot pour mot, une phrase qu'il avait écrite dans le même magazine des années auparavant,. 

### Après 2015, le Covid-19 etDes poissons dans le désert
Critique du président Donald Trump, élu en 2017, Elizabeth Kolbert qualifie d'« odieuse » sa décision de retirer les États-Unis de l'Accord de Paris sur le climat. En 2022, elle estime dans le New Yorker que le Parti républicain manque d'intérêt pour le changement climatique. 
Invitée à s'exprimer sur l'épidémie de Covid-19 qui sévit dans le monde à partir de 2019, Elizabeth Kolbert pense que « l'épidémie, qui avait sans doute pour origine un animal sauvage ou domestiqué, était la conséquence de la manière dont nous traitons la nature, et puis s'est répandue rapidement en raison de notre mode de vie, la globalisation ». 
Elizabeth Kolbert publie en 2021 Des poissons dans le désert, un livre consacré à des programmes technologiques de protection de la biodiversité et de lutte contre les conséquences du changements climatique. Y figurent des chapitres sur des moyens de sauver les récifs coralliens et les Cyprinodon diabolis, auquel la traduction du titre dans l'édition française fait référence, et des reportages sur des techniques expérimentées en géoingénierie.  Il s'agit d'un livre sur « une nature dégradée, altérée, qui n’est plus capable bien souvent de survivre sans l’aide de l’homme », commente en France un journaliste de Radio Classique. 
Des poissons dans le désert figure parmi la liste du Smithsonian des dix meilleurs ouvrages scientifiques de 2021 et il était recommandé par l'ancien président américain Barack Obama,. Bill Gates, qui commente et recommande le livre, émet néanmoins des réserves. Pour l'entrepreneur américain, qui se qualifie de  plus « optimiste » que la journaliste, elle aurait dû se demander davantage si les risques d'intervenir dans la nature valaient la peine d'être courus. 

### Travail et influences
Pour la journaliste Elizabeth Kolbert, il n'est pas facile d'écrire sur le changement climatique à destination des médias, l'échelle du phénomène dans le temps et dans l'espace rend le sujet difficilement compatible avec le cycle des informations. En 2016, elle se désolait que des journalistes ont relayé des opinions niant le changement climatique, en désaccord avec le consensus scientifique, au nom d'un présumé principe d'équité. 
Parmi ses essais préférés, d'où elle puise son inspiration pour le style, Elizabeth Kolbert cite The Song of Dodo, écrit en 1996 par David Quammens, qu'elle rapproche d'autres auteurs sur la nature comme Bill McKibben, Terry Tempest Williams, Rebecca Solnit et E. O. Wilson. Des livres sur la nature, elle apprécie Cette mer qui nous entoure, un livre écrit en 1952 par la biologiste marine Rachel Carson, Apprendre à parler à une pierre (1982) d'Annie Dillard, Rencontres avec l'archidruide (1972) de John McPhee, et Désert solitaire (1968) d'Edward Abbey,. 

### Vie privée
Elle vit à Williamstown, avec son mari, John Kleiner, professeur de littérature médiévale et spécialiste de Dante, qu'elle a épousé en 1991. Ils ont eu trois garçons, dont deux jumeaux,. Au sujet des enfants, elle remarque que le fait d'en avoir et d'y consacrer sa vie entre en conflit avec notre connaissance de l'état du monde. 

## Ouvrages
- The Prophet of Love: And Other Tales of Power and Deceit, New York, Bloomsbury, 2004.
- Field Notes from a Catastrophe: Man, Nature, and Climate Change, Bloomsbury, 2006
- Elizabeth Kolbert (trad. de l'anglais par Marcel Blanc), La Sixième extinction : Comment l’homme détruit la vie [« The Sixth Extinction: An Unnatural History »], Paris, Vuibert, août 2015, 352 p. (ISBN 978-2-311-10061-7, présentation en ligne)
- Elizabeth Kolbert (trad. de l'anglais par Hélène Borraz-Bourmeau), Des poissons dans le désert : Quand l'homme répare la nature [« Under a White Sky: The Nature of the Future »], Paris/61-Lonrai, Buchet-Chastel, 20 janvier 2022, 288 p. (ISBN 978-2-283-03530-6, présentation en ligne)